# سیارک ۲۲۱۵۲
سیارک ۲۲۱۵۲ (به انگلیسی: 22152 Robbennett، نامگذاری:2000WG57) بیست و دو هزار و صد و پنجاه و دومین سیارک کشف شده‌است که در ۲۱ نوامبر ۲۰۰۰ کشف شد.
قدر مطلق سیارک برابر ۷.۴ است.